# Hrabstwo Lavaca

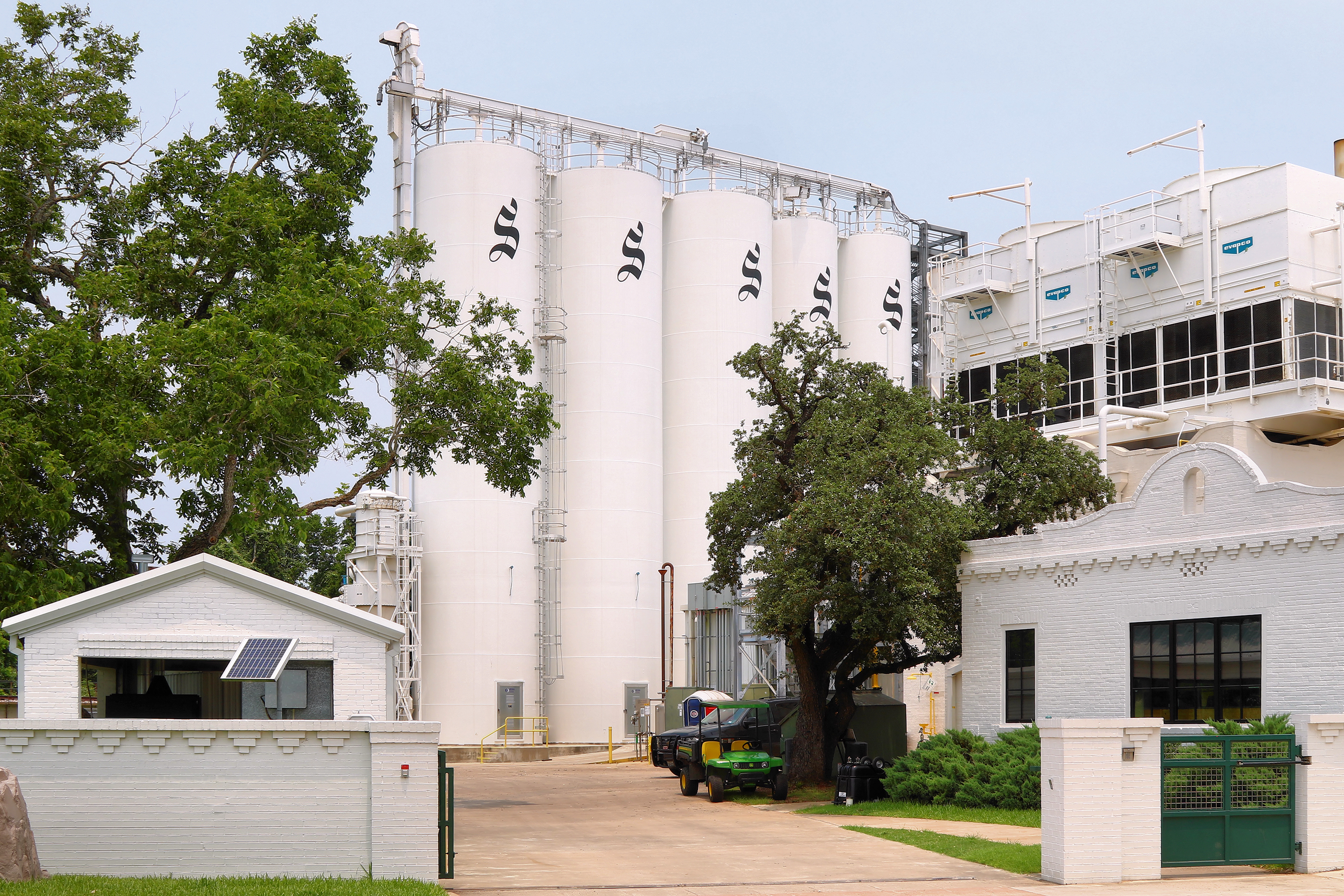
Silos zbożowy w Shiner

Hrabstwo Lavaca – hrabstwo położone w południowo–środkowej części amerykańskiego stanu Teksas. Utworzone w 1842 roku, swoją nazwę bierze od rzeki Lavaca, która, wraz z rzeką Navidad, przecina jego obszar. Według danych z 2024 roku, liczy 20,6 tys. mieszkańców (większość deklaruje pochodzenie niemieckie lub czeskie). Siedzibą hrabstwa jest miasteczko Hallettsville, a największą miejscowością Yoakum.

## Gospodarka
- rybołówstwo i akwakultura (16. miejsce w stanie)[3]
- wydobycie ropy naftowej i gazu ziemnego[4]
- hodowla drobiu, bydła, koni i świń[3]
- uprawa ryżu, warzyw, orzechów pekan, kukurydzy i szkółkarstwo[3]
- przemysł mleczarski[3]
- przemysł wytwórczy (największy pojedynczy sektor zatrudnienia)[5]
- produkcja siana[3].

67% areału gospodarstw stanowią pastwiska, 17,5% grunty uprawne, a 13% to zalesienie. 

## Miasta
- Hallettsville
- Moulton
- Shiner
- Yoakum

## Sąsiednie hrabstwa
- Hrabstwo Fayette (północ)
- Hrabstwo Colorado (północny wschód)
- Hrabstwo Jackson (południowy wschód)
- Hrabstwo Victoria (południe)
- Hrabstwo DeWitt (południowy zachód)
- Hrabstwo Gonzales (północny zachód)

## Demografia
- biali nielatynoscy – 71,7% (gł. pochodzenia niemieckiego – 29,4%, czeskiego – 25,3%, irlandzkiego – 9,1% i angielskiego – 5,9%)
- Latynosi – 19,8%
- rasy mieszanej – 9,3%
- czarni lub Afroamerykanie – 4,0%
- Azjaci – 0,5%[6].

## Religia
Członkostwo w 2020 roku: 
- katolicy – 61,9%,
- protestanci (południowi baptyści – 6,2%, metodyści – 5%, luteranie – ok. 5%, ewangelikalni bezdenominacyjni – 4,9% i wiele innych),
- świadkowie Jehowy – 0,56%.